# Motore FireFly
Il motore FireFly (nome in codice GSE, che sta per Global Small Engine) è una famiglia di motori endotermici alimentati a benzina a 4 tempi alternativi, a 3 o 4 cilindri in linea, costruiti da FCA Italy e FCA US a partire dal 2016. Sono dei motori in linea verticali con monoblocco in alluminio, previsti per una disposizione trasversale anteriore.

## Profilo e contesto
Questa gamma di motori è stata progettata e creata dalla casa torinese per ottimizzare i costi e per aumentare l'efficienza stessa dei motori, in un'ottica di downsizing e di riduzione delle dimensioni dei propulsori. Questi sono stati creati per sostituire progressivamente i precedenti motori FIRE (in produzione dal 1985 e ancora declinati nelle versioni 1.2 e 1.4, in quest'ultimo caso in versione aspirata e turbo, anche con distribuzione Multiair) ed SGE (prodotti anche in versione Twinair), ponendosi alla base della famiglia motoristica di tutto il gruppo italo-statunitense.

## Storia
Il propulsore ha esordito in Brasile nel 2016 sulle Fiat Mobi e Fiat Uno dedicate al mercato locale, nelle versioni aspirate flex-fuel 1.0 da 72 CV (77 a etanolo) e 1.3 da 101 CV (109 a etanolo), per poi essere montati anche sotto il cofano della Fiat Argo. Tali versioni hanno testata a 2 valvole per cilindro, distribuzione monoalbero in testa con fasatura variabile e iniezione indiretta.
Le versioni al lancio nel mercato europeo sono due, un 1.0 da 120 CV e un 1.3 da 150 o 180 CV. Tali varianti fanno il loro debutto nel mercato europeo due anni dopo il debutto nel mercato sudamericano, sotto il cofano dell'aggiornamento della Jeep Renegade presentato al Salone di Torino del 2018, per poi essere applicati anche sotto il cofano dell'aggiornamento della Fiat 500X. I due motori di debutto per il mercato europeo sono entrambi turbocompressi, con testata a 4 valvole per cilindro, iniezione diretta e distribuzione MultiAir II. Inoltre sono omologati Euro 6 e sono dotati di serie del sistema di recupero dell'energia in frenata attraverso un alternatore di nuova generazione e del sistema Stop&Start.
All'inizio di gennaio 2020 FCA annuncia che i suoi primi modelli ibridi saranno le Fiat 500 e Panda equipaggiate con il motore FireFly 1.0 3 cilindri aspirato da 70 cv e 92 Nm mild hybrid, mentre le prime ibride plug-in saranno le Jeep Renegade e Compass equipaggiate con il motore FireFly 1.3 4 cilindri T4.

## Descrizione
La sua caratteristica principale è di essere disponibile in 2 versioni e di avere un'architettura modulare con cubatura unitaria uguale, il che permette la condivisione di vari componenti come bielle e pistoni tra le diverse versioni, nonché la possibilità della produzione sulla medesima linea. Il monoblocco è costruito in alluminio, le versioni 3 cilindri sono sprovviste di contralbero di bilanciamento sostituito, come nel 1.0 Ford EcoBoost, da un volano "sbilanciato" per riequilibrare le vibrazioni interne tipiche del frazionamento a 3 cilindri. 
Questi propulsori si avvantaggiano della soluzione a manovellismo obliquo con offset di 10 mm, che permette di ridurre gli attriti del motore in fase d'espansione e la conseguente usura e ovalizzazione del cilindro.
Il motore è predisposto per il mild hybrid con il sistema BSG (Belt integrated Starter Generator) da 12 Volt, che integra un motogeneratore nel motore azionato tramite la cinghia degli organi ausiliari, che recupera energia in fase di frenata e decelerazione, immagazzinandola in una batteria al litio da 11 Ah, utilizzandola poi con una potenza picco di 3,6 kW, per il sistema Start&Stop e per assistere il motore in fase di accelerazione.

## Produzione
Inizialmente nel 2016 i FireFly vennero prodotti solo in Brasile per il mercato locale. Dal 2018 vengono assemblati anche dove erano fabbricati il 0.9 TwinAir e il 1.3 MultiJet, nella stessa fabbrica polacca di Bielsko-Biała. Il 9 gennaio 2019 è partita la produzione anche in Cina a Changsha nello stabilimento GAC-FCA per equipaggiare i modelli Jeep prodotti e venduti per il mercato cinese.

## Applicazioni

### Mercato sudamericano
| Codice motore | Numero di cilindri e valvole                    | Cilindrata (cm³) | Alesaggio x corsa | Anni di produzione | Utilizzato in                                 | Potenza massima (etanolo)             | Coppia massima (etanolo)              |
| ------------- | ----------------------------------------------- | ---------------- | ----------------- | ------------------ | --------------------------------------------- | ------------------------------------- | ------------------------------------- |
| N3            | 3 cilindri in linea, 6 valvole                  | 999              | 70 x 86,5 mm      | dal 2016           | Fiat Mobi, Fiat Uno, Fiat Argo                | 72 CV a 6000 rpm (77 CV a 6250 rpm)   | 102 Nm a 3250 rpm (107 Nm a 3250 rpm) |
| T3            | 3 cilindri in linea turbocompresso, Multiair II | 999              | 70 x 86,5 mm      |                    | Fiat Pulse, Fiat Toro, Fiat Fastback          | 130 CV (125 CV)                       | 200 Nm                                |
| N4            | 4 cilindri in linea, 8 valvole                  | 1.332            | 70 x 86,5 mm      | dal 2016           | Fiat Uno, Fiat Argo, Fiat Cronos, Fiat Strada | 101 CV a 6000 rpm (109 CV a 6250 rpm) | 134 Nm a 3500 rpm (139 Nm a 3500 rpm) |

### Mercato europeo e nordamericano
| Codice motore | Numero di cilindri e valvole                                | Cilindrata (cm³) | Alesaggio x corsa | Anni di produzione | Utilizzato in                                          | Potenza massima                                                  | Coppia massima                                        |
| ------------- | ----------------------------------------------------------- | ---------------- | ----------------- | ------------------ | ------------------------------------------------------ | ---------------------------------------------------------------- | ----------------------------------------------------- |
| T3            | 3 cilindri in linea, 12 valvole turbocompresso, Multiair II | 999              | 70 x 86,5 mm      | dal 2018           | Jeep Renegade FL, Fiat 500X, Fiat Tipo FL (dal 2021)   | 100 CV a 5000 rpm (dal 2021) 120 CV a 5750 rpm                   | 190 Nm a 1500 rpm 190 Nm a 1750 rpm                   |
| T4            | 4 cilindri in linea, 16 valvole turbocompresso, Multiair II | 1.332            | 70 x 86,5 mm      | dal 2018           | Jeep Renegade FL, Fiat 500X FL Jeep Compass (dal 2020) | 130 CV a 4750 rpm (dal 2020) 150 CV a 5500 rpm 180 CV a 5750 rpm | 270 Nm a 1560 rpm 270 Nm a 1850 rpm 320 Nm a 2500 rpm |

### Ibrido
| Codice motore | Numero di cilindri e valvole                                                                 | Cilindrata (cm³) | Alesaggio x corsa | Anni di produzione | Utilizzato in                                                        | Potenza massima                                                                                                | Coppia massima                               |
| ------------- | -------------------------------------------------------------------------------------------- | ---------------- | ----------------- | ------------------ | -------------------------------------------------------------------- | --- | -------------------------------------------- |
| N3            | 3 cilindri in linea, 6 valvole mild hybrid BSG 3,6 kW                                        | 999              | 70 x 86,5 mm      | dal 2020           | Fiat 500, Fiat Panda, Lancia Ypsilon                                 | 70 CV (51 kW) a 6000 rpm                                                                                       | 92 Nm (9,38 kgm) a 3500 rpm                  |
| T3*           | 3 cilindri in linea turbocompresso, Multiair II mild hybrid BSG 3 kW                         | 999              | 70 x 86,5 mm      | dal 2020           | Fiat Pulse, Fiat Fastback                                            | 125 CV a 5750 rpm (130 CV con etanolo)                                                                         | 200Nm a 1750rpm                              |
| T4            | 4 cilindri in linea, 16 valvole turbocompresso, Multiair II plug-in 4xe con E-Motor da 45 kW | 1332             | 70 x 86,5 mm      | dal 2020           | Jeep Renegade, Jeep Compass                                          | 130 CV (95,6 kW) a 5500 rpm + 60 CV (45 kW) a 4000 rpm 180 CV (132,4 kW) a 5750 rpm + 60 CV (45 kW) a 4000 rpm | 270 Nm a 250-1850 rpm                        |
| T4            | 4 cilindri in linea, turbocompresso + BSG + motore elettrico integrato nel cambio            | 1469             | 71,2 x 92,2 mm    | dal 2022           | Jeep Renegade, Jeep Compass, Alfa Romeo Tonale, Fiat 500X, Fiat Tipo | 130 CV (95,6 kW) a 5.500 rpm (di cui 20 CV elettrico)                                                          | 240 Nm a 1.500 rpm (di cui 135 Nm elettrico) |

*solo per mercato sudamericano